# L'Arena (quotidiano)

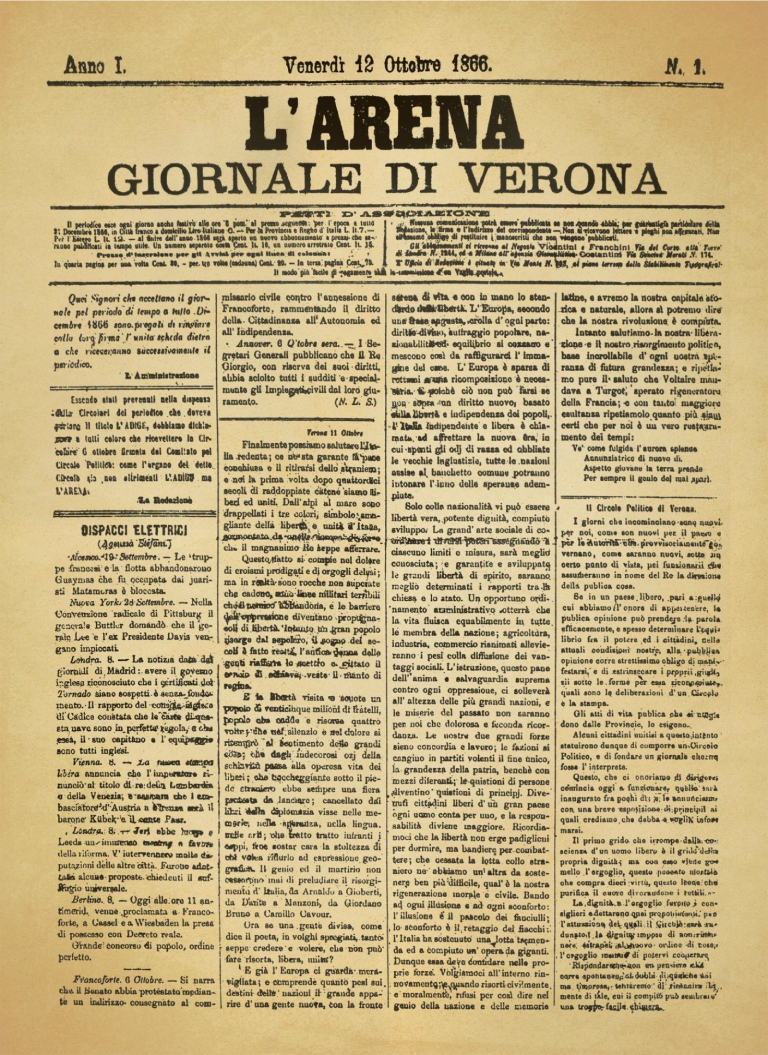
Prima pagina del N. 1 dell'Arena.

L'Arena è il giornale di Verona e provincia. È uno dei quotidiani attualmente in circolazione più longevi: è stato infatti fondato il 12 ottobre 1866, poco prima dell'annessione del Veneto al Regno d'Italia.
Athesis è la società editrice della testata e lo è anche de Il Giornale di Vicenza, di Bresciaoggi e della Gazzetta di Mantova. Dal 1º luglio 2023 la stampa delle testate L’Arena, Bresciaoggi e Il Giornale di Vicenza è in formato berliner e affidata al Centro Stampa Quotidiani di Erbusco. Una delle firme più famose del giornale è stato il giornalista, scrittore, commediografo e sceneggiatore Arnaldo Fraccaroli, ossia l'inventore dell'espressione «dolce vita» che egli coniò per dare il titolo alla sua commedia del 1912 La dolce vita, titolo che Federico Fellini riutilizzerà nel 1960 per il suo ominomo film interpretato da Anita Ekberg e Marcello Mastroianni.

## Direttori
L'Arena ha avuto, nella sua storia, i seguenti direttori:
| Periodo             | Direttore                                                                  |
| ------------------- | -------------------------------------------------------------------------- |
| 1866-1873           | Alessandro Pandian (in collaborazione inizialmente con Giusto Ponticaccia) |
| 1874-1880           | Dario Papa                                                                 |
| 1880-1882           | Ruggero Giannelli                                                          |
| 1882-1883           | Cesare Gueltrini                                                           |
| 1883-1884           | Dario Papa, 2ª volta                                                       |
| 1884-1901           | Giovanni Antonio Aymo (sarà anche editore dal 1894 al 1901)                |
| 1901-1905           | Antonio Mantovani (muore in duello con il direttore de L'Adige)            |
| 1905-1916           | Adolfo Fossi                                                               |
| 1916-1918           | Rodolfo Rampoldi                                                           |
| 1922-1924           | Giuseppe Pollorini                                                         |
| 1924-1926           | Michele Campana                                                            |
| 1926                | Ettore Tambara (ad interim)                                                |
| 1926-1928           | Sandro Baganzini                                                           |
| 1929-1930           | Giuseppe Toffano                                                           |
| 1930-1936           | Antonio Galata                                                             |
| 1936-1943           | Umberto Melani                                                             |
| lug.-sett. 1943     | Giuseppe Silvestri                                                         |
| 1 giorno            | Aldo Ettore Kessler                                                        |
| sett. - ott. '43    | Carlo Manzini                                                              |
| ott. '43 - giu. '44 | Giuseppe Castelletti                                                       |
| 1944                | Giuseppe Bertoni                                                           |
| 1944- 25/4/'45      | Giacomo Etna (Verona Libera)                                               |
| 1/7/46-1958         | Antonio Galata                                                             |
| 1958-1967           | Gilberto Formenti                                                          |
| 1967-1969           | Giovanni Fontana                                                           |
| 1969-1982           | Gilberto Formenti                                                          |
| 1982-1993           | Giuseppe Brugnoli                                                          |
| 1993-1995           | Albino Longhi                                                              |
| 1995-2001           | Mino Allione                                                               |
| 2001-2003           | Adriano Paganella (ad interim fino a luglio 2002)                          |
| 2003-2021           | Maurizio Cattaneo                                                          |
| 2021-attuale        | Massimo Mamoli                                                             |

## Diffusione media giornaliera
| Anno | Copie vendute |
| ---- | ------------- |
| 2011 | 43 050        |
| 2010 | 44 858        |
| 2009 | 44 562        |
| 2008 | 45 838        |
| 2007 | 46 536        |
| 2006 | 46 526        |
| 2005 | 47 472        |
| 2004 | 47 934        |
| 2003 | 46 842        |
| 2002 | 47 642        |
| 2001 | 50 357        |
| 2000 | 50 063        |
| 1999 | 50 418        |
| 1998 | 50 883        |
| 1997 | 50 672        |
| 1996 | 50 632        |

Dati Ads - Accertamenti Diffusione Stampa